# Нитрат бериллия
Нитрат бериллия — химическое соединение с формулой Be(NO3)2. Представляет собой среднюю соль бериллия и азотной кислоты.

Соединение существует в виде кристаллогидратов различного состава, безводный нитрат не выделен. Из водных растворов при добавлении концентрированной HNO3 выделяется обычно тетрагидрат Be(NO3)2•4H2O (или [Be(H2O)4](NO3)2), кристаллы которого расплываются на воздухе. Известны также тригидрат Be(NO3)2•3H2O (кристаллизующийся, в частности, из растворов, содержащих 54 % HNO3) и дигидрат Be(NO3)2•2Н20.

## Получение
Нитрат бериллия Be(NO3)2 можно получить в растворе взаимодействием оксида или гидроксида бериллия с азотной кислотой или обменной реакцией:

{\displaystyle {\mathsf {BeO+2\ HNO_{3}\longrightarrow \ Be(NO_{3})_{2}+H_{2}O}}}

{\displaystyle {\mathsf {Be(OH)_{2}+2\ HNO_{3}\longrightarrow \ Be(NO_{3})_{2}+2H_{2}O}}}

{\displaystyle {\mathsf {BeSO_{4}+Ba(NO_{3})_{2}\longrightarrow \ Be(NO_{3})_{2}+BaSO_{4}}}}

## Физические свойства
Нитрат бериллия хорошо растворяется в воде и этиловом спирте. В водном растворе заметно гидролизуется.
При 60°С кристаллы тетрагидрата плавятся в кристаллизационной воде, при 100°С начинается разложение соли.

## Химические свойства
Вступает в большинство обменных реакций, свойственных другим нитратам. С карбонатами и сульфидами щелочных металлов и аммония реагирует с образованием гидроксида бериллия:

{\displaystyle {\mathsf {Be(NO_{3})_{2}+Na_{2}S+2H_{2}O\longrightarrow Be(OH)_{2}+H_{2}S+2NaNO_{3}}}}
{\displaystyle {\mathsf {Be(NO_{3})_{2}+Na_{2}CO_{3}+H_{2}O\longrightarrow \ Be(OH)_{2}+CO_{2}+2NaNO_{3}}}}
Нитрат бериллия в водных растворах частично гидролизируется с образованием основного нитрата:
{\displaystyle {\mathsf {Be(NO_{3})_{2}+H_{2}O\longleftrightarrow Be(OH)NO_{3}+HNO_{3}}}}

При нагревании в вакууме возгоняется, образуя летучий оксонитрат:
{\displaystyle {\mathsf {8Be(NO_{3})_{2}\longrightarrow \ 2Be_{4}O(NO_{3})_{6}+4NO_{2}+O_{2}}}}
Термическое разложение Be(NO3)2 происходит при 1000°С, при этом образуется оксид бериллия, кислород и оксиды азота:
{\displaystyle {\mathsf {2Be(NO_{3})_{2}\longrightarrow \ 2BeO+4NO_{2}+O_{2}}}}

## Применение
Ранее, до начала повсеместного использования электрического освещения, нитрат бериллия использовался для изготовления колпачков газокалильных ламп, благодаря своей способности к термическому разложению с образованием оксида бериллия.

## Токсикология
Нитрат бериллия весьма токсичен, как и многие другие соединения бериллия. Кроме того, он даже в малых дозах является раздражителем, вызывающим острую пневмонию.